# Абдуллаев, Мазаир Агаверди оглы
Мазаир Агаверди оглы Абдуллаев (азерб. Məzahir Ağaverdi oğlu Abdullayev; 3 июня 1911, Баку — 20 ноября 1978) — советский азербайджанский строитель, Герой Социалистического Труда (1966).

## Биография
Родился 3 июня 1911 года в семье крестьянина в селе Маштаги близ Баку.
Окончил Азербайджанский индустриальный институт имени М. Азизбекова (1937).
Участник Великой Отечественной войны. С декабря 1941 года на фронте, призван Бакинским ГВК, где был сначала младшим техником на Северо-Кавказском фронте, а позже инженером 163 мосто-строительного батальона 1 Украинского фронта.
С 1931 года — техник, старший техник Управления водного хозяйства Азербайджанской ССР. С 1946 года — начальник отдела капитального строительства треста «Бузовнынефть», председатель исполкома райсовета в городе Баку, заведующий отделом Бакинского горкома партии. С 1951 года — управляющий треста «Закпромстрой» Министерства строительства Азербайджанской ССР в Сумгаите. На этом посту Абдуллаев и его трест достиг высоких результатов, трестом было построено большинство новостроек города Сумгаит. С 1967 года — заведующий отделом строительства Совета Министров Азербайджанской ССР, с февраля 1971 года — начальник «Бакглавстроя», с 1974 года — заведующий отделом Совета Министров Азербайджанской ССР.
Указом Президиума Верховного Совета СССР от 11 августа 1966 года за выдающиеся успехи, достигнутые в выполнении заданий семилетнего плана по капитальному строительству Абдуллаеву Мазаиру Агаверди оглы присвоено звание Героя Социалистического Труда с вручением ордена Ленина и золотой медали «Серп и Молот».
Активно участвовал в общественно-политической жизни страны. Депутат Верховного Совета Азербайджанской ССР 2-го, 3-го, 4-го, 5-го, 6-го, 7-го и 8-го созыва. Член КПСС с 1939 года, делегат XXIII и XXIV съездов КПСС. Кандидат в члены ЦК КП Азербайджана (до 1976 года).